# جيمس هال (فيلسوف)
جيمس هال (بالإنجليزية: James Hall)‏ هو فيلسوف أمريكي، ولد في 1933.